# 学校法人聖隷学園
学校法人聖隷学園（がっこうほうじんせいれいがくえん）は、静岡県浜松市に本部を置く日本の学校法人。英語名称は Seirei Gakuen Educational Organization 。

## 設置している学校
- 聖隷クリストファー大学大学院
- 聖隷クリストファー大学
- 聖隷クリストファー大学介護福祉専門学校
- 聖隷クリストファー高等学校
- 聖隷クリストファー中学校
- 聖隷クリストファー小学校
- 聖隷クリストファー大学附属クリストファーこども園（幼保連携型認定こども園）

## かつて設置していた学校
- 聖隷学園浜松衛生短期大学（のちに聖隷クリストファー大学看護短期大学部と改名）
- 聖隷学園聖泉短期大学